# گاویار
گاویار فیلمی به کارگردانی  و نویسندگی کیومرث پوراحمد محصول سال ۱۳۶۶ است.

## بازیگران
- حمزه جوادی پور
- آقاخان قارداش خانی
- مهتاب رحیمی
- نساء احدی
- محمدتقی عارف
- فرامرز محمدی پور
- رسول عبداله پور
- اعظم احدی
- کمال موسوی
- قاسم طاووسی
- محمد تیزرو
- غلامحسین مرادی
- فریدون آرش